# Нефертіті

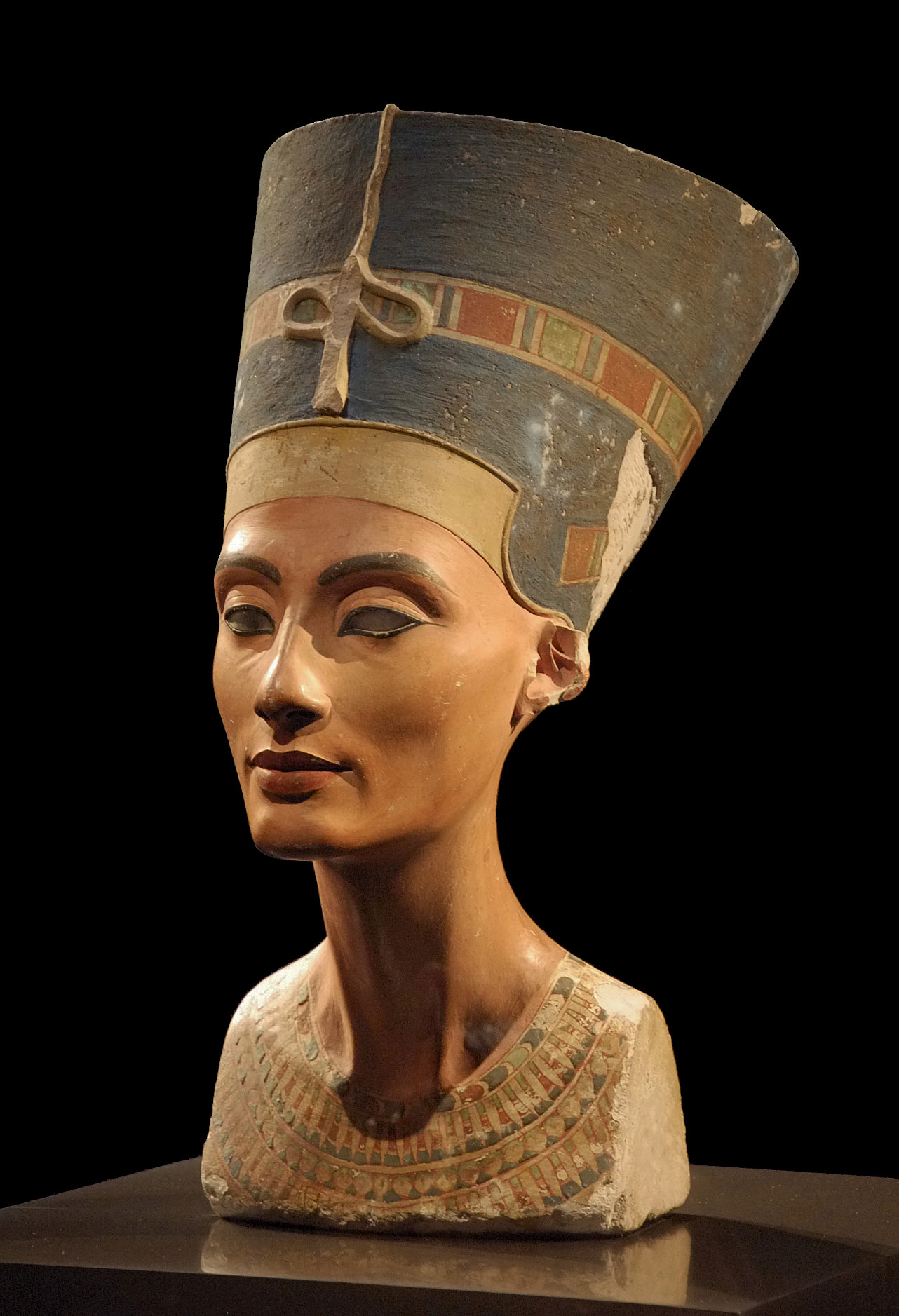
Погруддя в натуральну величину Нефертіті зберегається у Берлінському єгипетському музеї

Неферті́ті (має вимовлятися приблизно як *nafratiːta) (1370-ті до н. е. — 1330-ті до н. е.) — велика цариця давньоєгипетського фараона XVIII династії Ехнатона. Вона, судячи з усього, була мачухою або ж тещею фараона Тутанхамона. Нефертіті також могла керувати країною під ім'ям Анкхепрура Нефернеферуатон. Також залишається загадкою, чи не була вона співправителем, відомим як Сменхкара, який використовував тронне ім'я Анкхепрура Сменкхара. Деякі дослідники вважають, що Нефертіті недовгий час по смерті чоловіка одноособово керувала державою безпосередньо перед сходженням на престол Тутанхамона. Її ім'я приблизно перекладається як «Красуня з'явилась».
Нефертіті стала всесвітньо відомою завдяки її бюсту (на світлині справа), що наразі зберігається в Берлінському єгипетському музеї. Цей бюст — один з тих витворів мистецтва Стародавнього Єгипту, які найчастіше копіюють. Його створення приписується скульпторові Тутмосу, в майстерні якого його і було знайдено. Сам бюст визначний тим, що показує, наскільки майстерними були давні єгиптяни у реалістичному відтворенні людських облич.
Нефертіті мала численні титули, наприклад, у Карнаку є такі надписи: «Наступниця, Велична з Ласк, Та, що володіє Чарівністю і поширює навколо себе Щастя, Володарка Насолоди, Улюблена, Та, що тішить серце фараона в його домі, солодкомовна у всьому, Господарка Верхнього та Нижнього Єгипту, Головна Царська Дружина, яку він кохає, Пані Двох Земель, Нефертіті»
Нефертіті та її чоловік відомі через проведену ними релігійну реформу, яка змінила давньоєгипетську політеїстичну релігію на монотеїзм бога Атона.
Нефертіті була відома на весь Єгипет своєю красою.

## Походження та родина

### Батьки

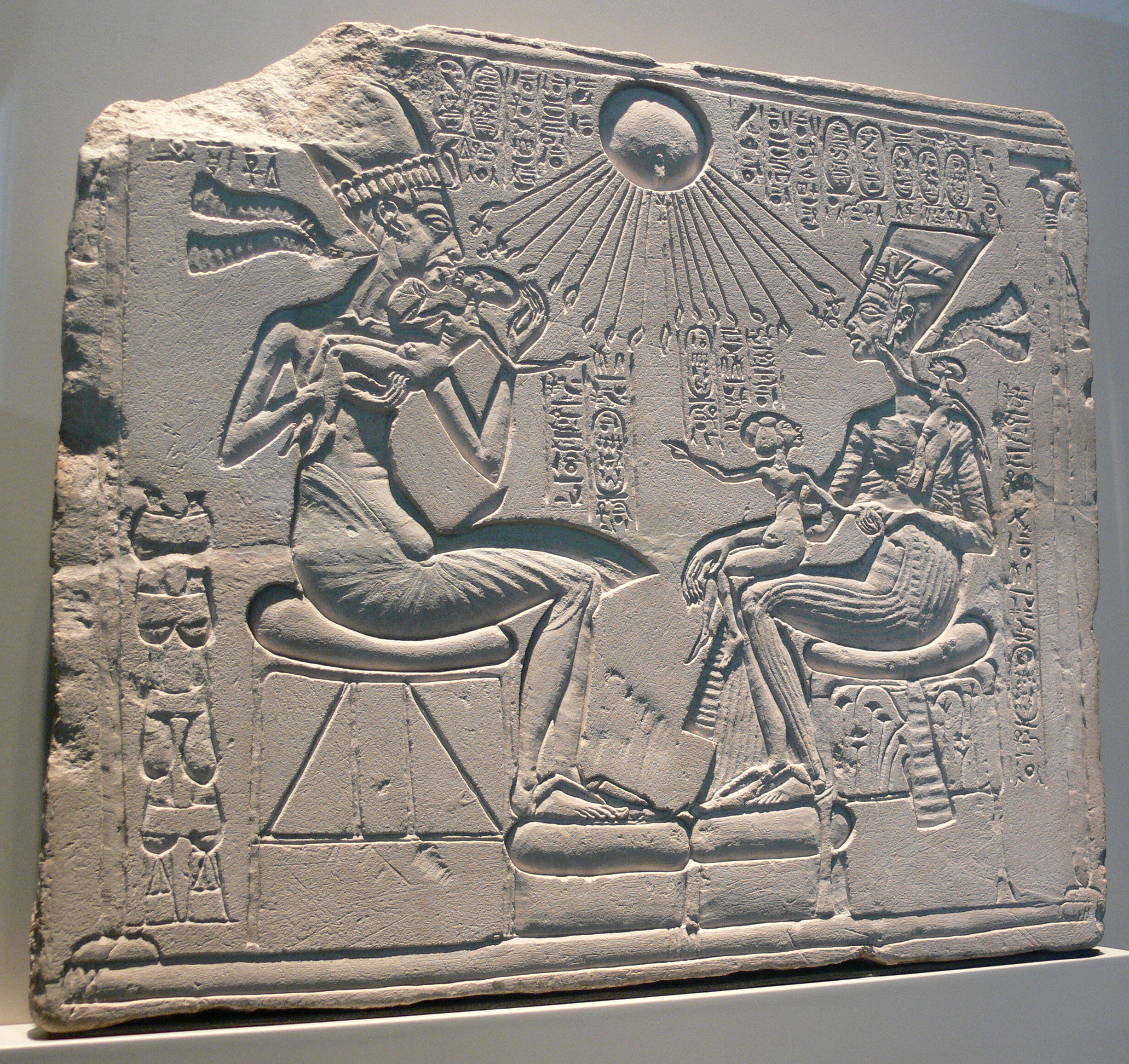
«Домашній вівтар», що зображує Ехнатона, Нефертіті та трьох їхніх дочок; вапняк; приблизно 1350 року до н. е. — Колекція Єгипетського музею в Берліні, Inv. 14145.

Достеменно невідомо, хто був батьками Нефертіті, але наразі царює уявлення про те, що вона була донькою високопоставленого вельможі Ая, царедворця Аменхотепа III, який сам став фараоном після смерті Тутанхамона, і сестрою Мутнеменджет. Інша, менш популярна, проте не спростована гіпотеза говорить, що Нефертіті до весілля носила ім'я Тадукіпа і була принцесою держави Мітанні. Ім'я Німерітін вживалося в деяких документах, втім, наразі це офіційно не визнано.

### Сімейне життя
Точний час, коли Нефертіті взяла шлюб з Аменхотепом IV і стала його головною дружиною, невідомий. Проте відомо, що пара мала шість дочок. Ось їхній перелік з приблизними датами народження відносно дати весілля:
- Мерітатон: до 1 року або самий його початок (1356 BC).
- Мекетатон: рік 1 чи 3 (1349 до н. е.).
- Анхесенпаатон, що також відома як Анхесенамон, пізніше дружина Тутанхамона.
- Нефернеферуатон Ташеріт: рік 6 (1344 до н. е.).
- Нефернеферуре: рік 9 (1341 до н. е.).
- Сетепенре: рік 11 (1339 до н. е.).

## Правління
На 4 році свого володарювання (1346 до н. е.) Аменхотеп IV почав вшановувати бога Атона. Фараон провів релігійну революцію, в якій Нефертіті відігравала одну з головних ролей. У цьому ж році, як вважається, почалося будівництво нової столиці — Ахетатону — в місцині, що сьогодні відома як Амарна. На 5 році правління Аменхотеп IV офіційно змінив ім'я на Ехнатон в знак його пошани нового божества. Ця подія, за підрахунками, сталася приблизно 2 грудня того року. На 7 році правління (1343 до н. е.) столиця царства була офіційно перенесена з Фів до Ахетатону, хоча будівництво міста, судячи з усього, продовжувалася принаймні ще протягом двох років (до 1341 р. до н. е.). Нове місто було присвячено новій релігії царської пари. Вважається, що відомий бюст Нефертіті також було створено приблизно в цей час.
У надпису, що датується 21 листопада 12 року правління (приблизно 1338 р. до н. е.) дочка Нефертіті Мекетатон згадується востаннє — вважається, що вона померла невдовзі після цієї дати.
Протягом правління Ехнатона (і, можливо, пізніше) Нефертіті користувалася величезною владою, існують свідоцтва, що десь на 12 році правління чоловіка вона отримала статус соправителя, ставши рівною за статусом самому фараону. Її зображення на стінах храмів починають робити того ж розміру, що і фараонові, символізуючи її важливість, а також з'являються зображення, де Нефертіті поклоняється Атону однині. Можливо, найбільш вражаючим із зображень Нефертіті є рельєф з амарнського храму, що зараз зберігається в Бостоні, на якому цариця б'є ворога булавою перед Атоном. Подібні картини зазвичай резервувалися виключно за фараонами, тому, зокрема, це зображення наводять на користь гіпотези одноособового правління Нефертіті після смерті чоловіка.

## Смерть
Стосовно дати смерті Нефертіті нічого не відомо. Більше того, точаться палкі дискусії стосовно того, хто пішов з життя раніше — Ехнатон чи його дружина.
Близько 14 року правління Ехнатону (1336 р. до н. е.) ім'я Нефертіті зникає з історичних записів, і жодного слова про неї після цього не зустрічається. Існують теорії, згідно з якими цариця померла від чуми, що спустошувала в той час місто, або від інших природних причин. Популярна колись гіпотеза про те, що Нефертіті впала в немилість фараона, зараз відкинута, бо виявилося, що вискоблені на пам'ятках імена цариці поряд з іменем Ехнатона належали не Нефертіті, а Кійя.
Свідоцтва про те, що Нефертіті померла раніше за Ехнатона, спираються, зокрема, на декілька фрагментів шабті цариці, які зараз знаходяться в Луврі та бруклінському музеї. Рельєфи в похованні Ехнатона в Амарні також, можливо, зображують її похорон.
Проте деякі вчені цілком резонно вказують, що Стела співправителів може розглядатися як доказ того, що Нефертіті стала ко-регентом свого чоловіка, а після його смерті ще царювала деякий час під іменем Анхеперура Нефернеферуатон, залишивши поклоніння Атону та повернувши столицю до Фів. Це було єдиним шляхом задовольнити вимоги як жерців Амону, що в результаті реформ Ехнатона втратили значну частину влади та багатства, так і простого люду, який було позбавлено давньої релігії. За такого перебігу подій Нефертіті, імовірно, встигла підготувати спадкоємців престолу — доньку Анхесенамон та пасинка Тутанхамона, які були виховані в традиціях шанування давніх богів. Якщо дотримуватись цієї теорії, то Нефернефератон померла після двох років правління, залишивши володарювати Тутанхамона, якого вважають сином Ехнатона та іншої жінки.
Тутанхамон одружився із зведеною сестрою Анхесенпаатон. Царська пара була молодою і нетямущою в державних справах, за будь-якими підрахунками їхнього віку, і мала двох мертвонароджених доньок-двійнят, мумії яких було знайдено Говардом Картером у гробниці Тутанхамона. Існують гіпотези, які припускають, що Нефертіті була ще жива і мала великий вплив на подружжя. У разі правдивості цієї теорії, закінчення впливу або ж смерть Нефертіті має припадати на 3 рік правління Тутанхатона (1331 р. до н. е.), бо саме того року Тутанхатон на знак повернення до поклоніння Амону змінив ім'я на Тутанхамон та залишив Ахетатон.
Як видно, наявні зараз ідентифікаційні дані про Тадукіпу, Нефертіті, Сменхкару, Нефернефератон та Кійю та свідоцтва про час і події їхнього життя є недостатніми, тому подальші досліди археологів та істориків можуть надати нові теорії стосовно походження Нефертіті та її раптового зникнення з історичної сцени.

## Поховання
Щодо смерті Нефертіті не знайдено жодних свідоцтв, і місцезнаходження тіла Нефертіті довгий час є предметом цікавості та спекуляцій. Стосовно її смерті та поховання існує чимало гіпотез.

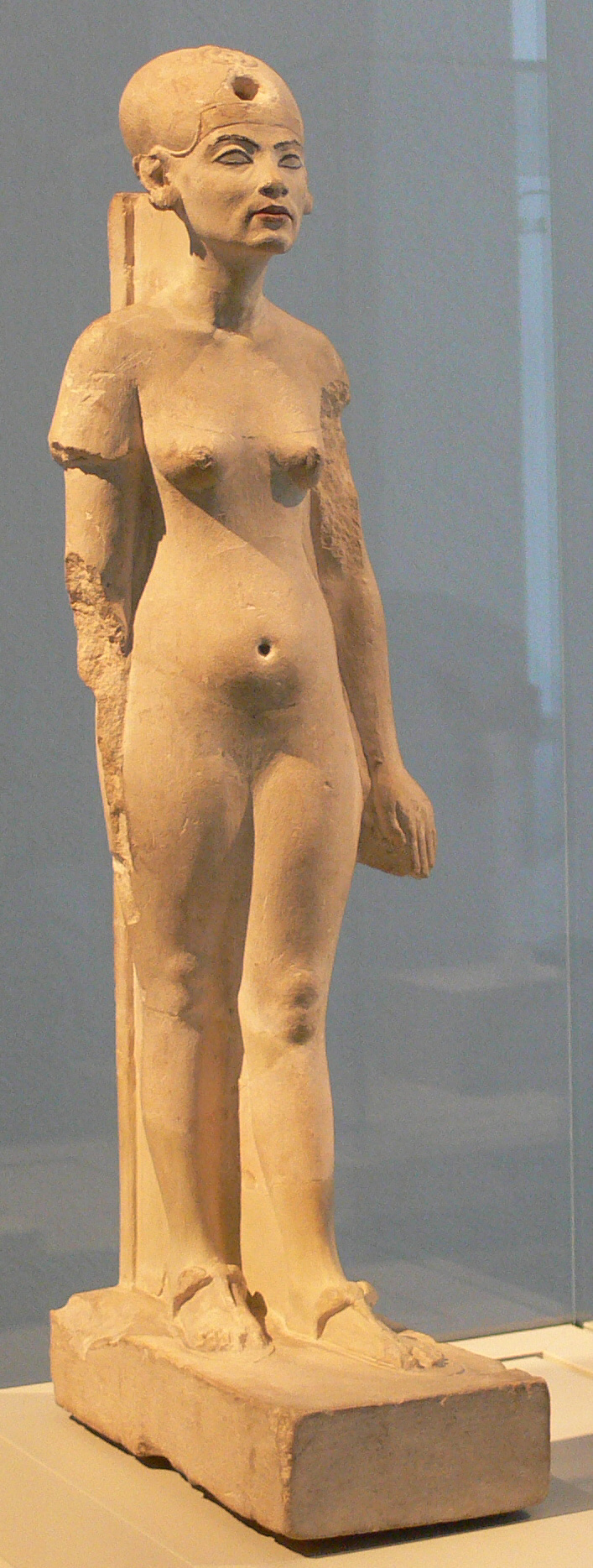
Статуя Нефертіті, вапняк. Колекція Єгипетського музею в Берліні.

### «Молодша жінка»
9 червня 2003 року археолог Джоанн Флетчер, спеціаліст із давньоєгипетських зачісок та прикрас з англійського Університету Йорка проголосила, що тілом Нефертіті може бути анонімна мумія, що зберігається в гробниці KV35 Долини Царів і відома як «молодша жінка». Одначе таке ж саме припущення вже робила незалежний єгиптолог Маріанна Лубан ще 1999 року в інтернет-статті «Ми маємо мумію Нефертіті?»
Лубан ґрунтувала свою гіпотезу на тих самих припущеннях, що і Джоанн Флетчер, яка, крім того, висунула припущення, що Нефертіті була також і фараоном Сменхкара. Деякі єгиптологи дотримується аналогічної думки, а деякі вважають, що Сменхкара був окремою особою. Доктор Флетчер на гроші телеканалу Discovery організувала експедицію для вивчення мумії, яка, на її думку, є тілом Нефертіті. Команда дослідників стверджувала, що рештки цариці навмисно спаплюжили невдовзі по її смерті. Техніка та особливості муміфікації свідчать про те, що тіло справді належить періоду Вісімнадцятої династії. Інші аргументи, що були використані на користь трактування мумії як тіла Нефертіті, — це відбитки на мумії знаків «нефер» та знайдена поруч з нею перука того самого рідкісного фасону, яку носила Нефертіті. Також дослідники стверджували, що рука мумії спочатку була зігнута так, як належало фараонові, але потім її було навмисно відірвано і замінено іншою кінцівкою у звичайному положенні.
Одначе інші єгиптологи, наприклад, Кент Вікс та Пітер Локавара, відхиляють аргументи Флетчер як недоречні і бездоказові. Вони стверджують, що мумії майже неможливо точно ідентифікувати без відповідного тесту ДНК, а оскільки досі не відомі рештки ані батьків Нефертіті, ані її дітей, ідентифікація мумії її самої наразі неможлива. Будь-які непрямі свідчення, як-то перука чи позиція руки мумії, — аж ніяк недостатні для ідентифікації однієї конкретної історичної особистості. Навколо навмисного пошкодження мумії можна лише спекулювати, а ідея про помсту після смерті взагалі не має під собою жодного ґрунту. Зігнуті руки не були виключно прерогативою мумій фараонів — таку ж саму особливість поховання можна бачити і в похованнях членів царської родини. А походження перуки, що була знайдена біля мумії, є нез'ясованим, тому пов'язувати її з конкретним тілом немає підстав. Нарешті, XVIII династія була однією з найчисленніших та найбагатших в історії Давнього Єгипту, і мумія може належати будь-якій з сотень царських жінок та дочок цієї династії, історія якої налічує понад 200 років.
Але аналізи останніх досліджень під керівництвом доктора Заї Хавасса, голови єгипетської Верховної ради у справах старожитностей, що піддали мумію «молодшої жінки» вивченню методом комп'ютерної томографії, показали, що вона може бути рештками біологічної матері Тутанхамона — цариці Кійі, а не цариці Нефертіті. У нориці мумії були знайдені фрагменти роздробленої кістки і також згустки крові, тому гіпотеза про те, що пошкодження тіла були нанесені після муміфікації, скоріше за все, є невірними — куди вірогіднішим є сценарій вбивства. Ще одна причина, з якої знаходження Кійі в KV35 більш можливе — це бажання Тутанхамона, після того, як він повернувся до традиційної давньоєгипетської релігії, перенести рештки своїх найближчих родичів (батька, бабусі і біологічної матері) до Долини Царів, аби їх поховали разом з ним. Отже, Нефертіті може ще знаходитись у досі невідкритому похованні.

### «Старша жінка»
Існувала гіпотеза, що тілом Нефертіті є мумія «старшої жінки» з тієї ж гробниці KV35. Це припущення ґрунтувалось на тому, що мумія належить жінці, яка померла в віці приблизно сорока років — за припущеннями, приблизно стільки ж мала на момент смерті Нефертіті. Також бюсти Нефертіті вельми схожі на обличчя мумії. Втім, на тіло «старшої жінки» претендували також Анхесенамон, третя дочка Нефертіті та Ехнатона, і Ті — Головна Дружина Аменхотепа III, батька Ехнатона. Згідно з останніми дослідженнями, ДНК мумії схоже, якщо не збігається, з ДНК локону волосся, що було знайдено в похованні Тутанхамона в шкатулці із надписом «Цариця Ті». Отже, скоріше за все, мумія «старшої жінки» також не є рештками Нефертіті.

## Еталон краси
Місце Нефертіті як ікони популярної культури беззаперечне — вона стала чимось на кшталт зірки. Вона є найвідомішою єгиптянкою, якщо взяти до уваги той факт, що інша знаменита цариця Єгипту, Клеопатра, була грецького походження. Нефертіті призвела величезний вплив на розуміння і стандарти жіночої краси в масовій свідомості XX століття. Так, наприклад, персонаж Cortana з комп'ютерної відеогри Halo: Combat Evolved було створено за її рисами, її образ часто зустрічається в роботах масової культури, наприклад, в графіті.
Нефертіті часто називають «найкрасивішою з жінок», в той час як її «суперниця» Клеопатра, всупереч стереотипам, була далеко не красунею, про що, зокрема, свідчить Плутарх.

## Галерея

Графіті із зображенням Нефертіті
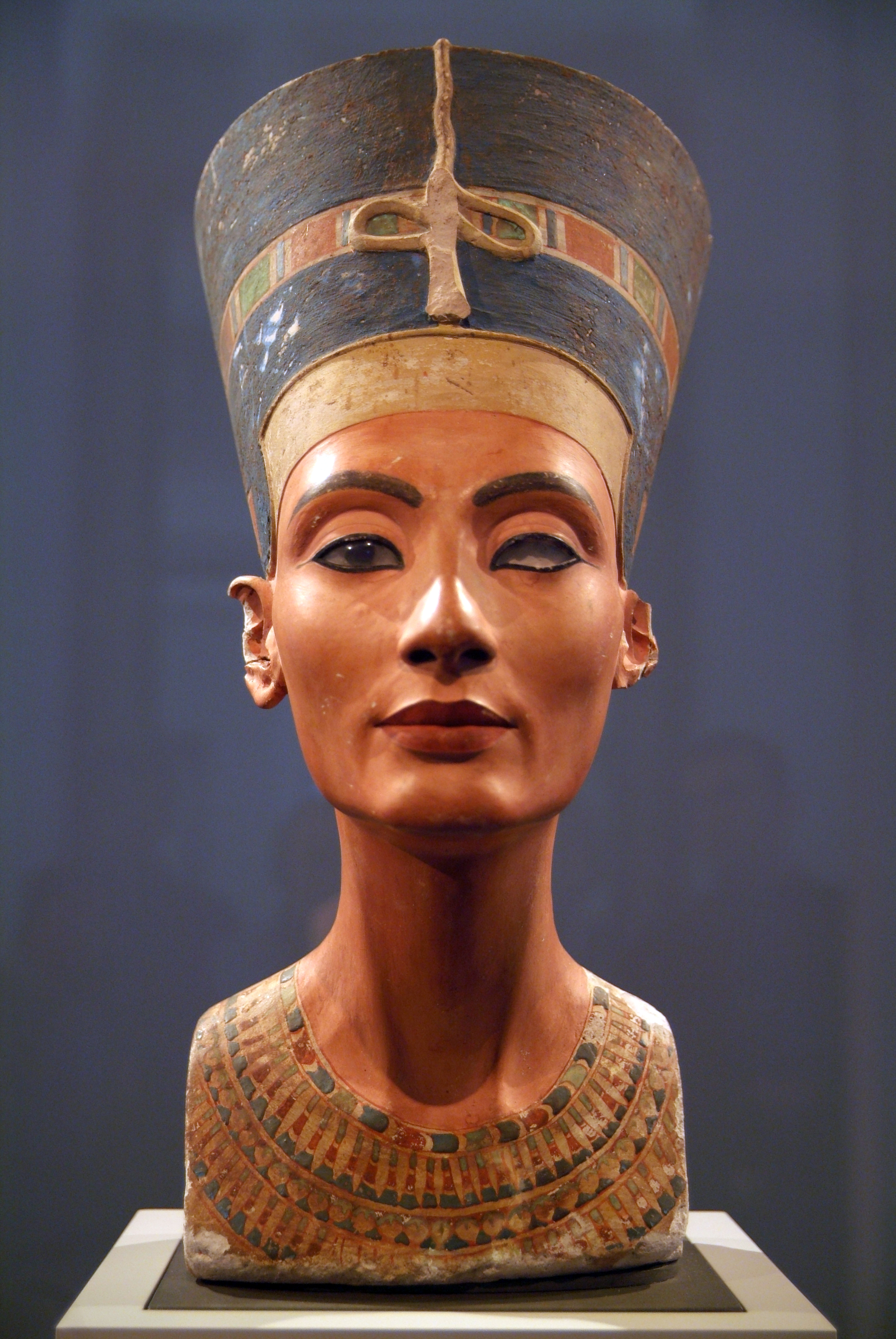
Бюст Нефертіті в берлінському музеї Альтес